# Elektroporering
Elektroporering är en molekylärbiologisk metod för att överföra plasmider och andra former av DNA till biologiska celler. Elektroporering går ut på att celler och DNA appliceras i ett elektriskt fält vilket öppnar upp tillfälliga håligheter i cellens membran, igenom vilka plasmiden kan passera in i cellen. Elektroporering kan genomföras både in vitro och in vivo.